# 알렉산드로프 (도시)

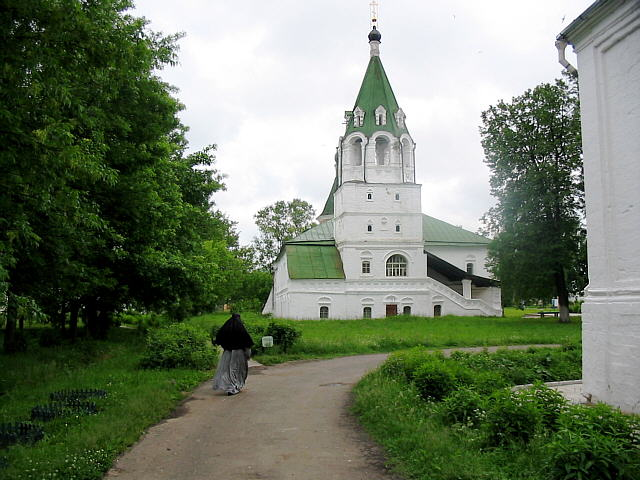

알렉산드로프(Алекса́ндров)는 러시아 블라디미르주에 있는 도시이다.
14세기 중반에 알렉산드롭스카야슬로보다(Александровская Слобода)라는 이름의 마을이 설립되었으며 1564년 12월부터 1565년 2월까지 러시아의 수도 역할을 했다. 1778년에 도시 지위를 부여받았다.